# 日暮謙
日暮 謙（ひぐらし けん）は、千葉市出身のドラマ演出家、映画プロデューサーである。専修大学経済学部卒業。元有限会社5年D組、現在はメディアミックス・ジャパン所属。

## 作品
- 奪い愛、真夏（2025年、テレビ朝日） - 演出
- フォレスト（2025年、朝日放送テレビ） - 演出
- ミス・ターゲット（2024年、朝日放送テレビ） - 演出
- 渇愛の果て、（2024年、映画） - 編集
- リビングの松永さん（2024年、関西テレビ） - 演出
- ハコビヤ（2024年、テレビ東京） - 演出
- 恋の妄想♡消防団（2023年、テラサ・テレビ朝日） - 演出
- ホスト相続しちゃいました（2023年、関西テレビ） - 演出
- 最初はパー（2022年10月期、テレビ朝日） - 演出
- 片想いの彼のために捜査してたら、 いつのまにか名探偵になりました。(仮)（2022年、FOD） - 演出
- NICE CONTROL!（2022年、テラサ・テレビ朝日） - 演出
- 悪女のすべて（2022年、BS松竹東急） - 演出
- 5つの歌詩（2022年、スターチャンネル） - 演出
- ここにタイトルを入力（2022年、フジテレビ） - ドラマ監修
- 愛しい嘘～優しい闇～（2022年1月期、テレビ朝日） - 演出[3]
- 言霊荘（2021年、テレビ朝日） - 演出
- スイートリベンジ（2021年、フジテレビ） - 演出
- あのときキスしておけば（2021年、テレビ朝日） - 監督
- 24 JAPAN （2020-2021年、テレビ朝日） - 監督
- 女子高生の無駄づかい（2020年、テレビ朝日） - 監督
- 同期のサクラ（2019年、日本テレビ） - 演出
- カーテンコール（2019年、映画） - 録音
- W県警の悲劇（2019年、BSテレビ東京） - 演出
- 『longing』如月愛里（2019年、MV） - 撮影・照明
- ハケン占い師アタル（2019年、テレビ朝日） - 演出
- たまゆらのマリ子（2018年、映画） - 整音
- 過保護のカホコ2018ラブ＆ドリーム（2018年、日本テレビ） - 演出
- dele.DOCUMENT（2018年、ビデオパス） - 監督・編集
- FINAL CUT（2018年、関西テレビ） - 演出
- 過保護のカホコ（2017年、日本テレビ） - 演出
- 『that day』アダチケンゴ（2017年、MV） - 監督
- 残酷な観客達（2017年、日本テレビ） - 監督
- ラブホの上野さん（2017年、フジテレビ） - 演出・編集
- はじめまして、愛しています。（2016年、テレビ朝日） - 演出[4]
- 『変わりゆく世界と君』MOLE HiLL（2016年、MV、ANY） - 監督
- A.B.C-Z『花言葉』Short Film × Music Clip（2016年、MV、PONY CANYON） - 監督・脚本・演出・編集[5]
- 偽装の夫婦（2015年、日本テレビ） - 演出[4]
- ○○妻（2015年、日本テレビ） - 演出[4]
- アラサーちゃん 無修正（2014年、テレビ東京） - 監督[4]
- LOST IN TOKYO（2014年、NHK） - 演出・編集
- 貧血（2013年、映画）- 整音
- 雲の階段（2013年、日本テレビ） - 演出[4]
- リアル脱出ゲームTV the chase（2013年、TBS） - 監督[4]
- ハーメルン（2013年、映画） - 共同プロデューサー・編集[4]
- BELLRING少女ハート「サーカス＆恋愛相談」（2013年、MV、クリムゾン印刷）- 撮影・照明
- まだ、人間（2012年、映画） - 録音・整音
- ボーイズ・オン・ザ・ラン（2012年、テレビ朝日） - 演出[4]
- 家政婦のミタ（2011年、日本テレビ） - 演出[4]
- リバウンド（2011年、日本テレビ） - 演出[4]
- 焦げ女、嗤う（2011年、映画） - 録音・整音[6]
- 秘密（2010年、テレビ朝日） - 演出[4]
- 掌の小説（2010年、映画） -ラインプロデューサー
- シアワセのカケラ（2009年、OV） - 音楽[4]
- 【Broken Heart】恋が壊れる（2009年、OV） - 音楽[4]
- ふたりだけの同窓会（2008年、OV） - 音楽[4]
- 学校じゃ教えられない!（2008年、日本テレビ） - 演出[4]
- Ｋａｎａｄｅ 『Serenade』（2008年、MV、ユニバーサルJ）- プロデューサー
- コスプレ幽霊 紅蓮女（2008年、テレビ東京） - 演出[4]
- 線香花火が落ちる前に（2007年、OV） - 音楽[4]
- グラウンド（2007年、OV） - 音楽[4]
- 性病先生（2006年、GyaO)  - 演出
- シルク（2005年、OV） - 音楽[4]
- 私が幸せでいるという事（2002年、映画）- 撮影・照明
- 一番列車が出る前に（2001年、映画） - 撮影・整音
- 自転車とハイヒール（2000年、映画） - 整音[7][4]
- 港のロキシー（1999年、映画） - 録音[8]
- HOBOS（1997年、映画） - 録音